# Insalata afgana
La Insalata afghana è un'insalata della cucina afghana preparata con pomodoro a cubetti, cetriolo, cipolla, carota, coriandolo, menta e succo di limone, condita con sale e pepe.
Possono essere utilizzati degli ingredienti ulteriori, come i peperoni, prezzemolo, ravanello ed erbe aromatiche.